# Astra Peak
Der Astra Peak ist ein 851 m hoher Berg an der Fallières-Küste des Grahamlands auf der Antarktischen Halbinsel. Er ragt 3 km östlich des Camp Point und nordwestlich des McMorrin-Gletschers auf.
Das UK Antarctic Place-Names Committee benannte ihn 2013. Namensgebend ist das Motto per ardua ad astra (lateinisch für „steil/beschwerlich zu den Sternen“) der Royal Air Force in Verbindung mit der außergewöhnlichen Flugleistung von Flight Lieutenant Ron Lord, der 1959 in schwerem Wetter die auf Horseshoe Island stationierte Mannschaft des British Antarctic Survey nach Deception Island ausgeflogen hatte.